# Chullo (pico)
El Chullo, con una altitud de 2612 m s. n. m., es el pico más alto de la provincia de Almería (España). Está integrado en la cordillera Penibética, específicamente en Sierra Nevada, de cuyo parque nacional forma parte.

## Descripción
Se trata de una cima alomada y sin relieves escarpados, de fácil acceso desde cualquiera de sus caras. Se asoma por el oeste sobre el puerto de la Ragua, en la divisoria entre las provincias de Almería y Granada. Administrativamente, está en el límite de los términos municipales de Bayárcal (Almería) y Dólar (Granada).
Al ser el punto más alto de la provincia, desde su cima hay un amplio campo de visión. Al sur, el mar Mediterráneo y las sierras de Lújar, la Contraviesa y Gádor. Al este, el cordal de la Sierra Nevada almeriense y el pico Almirez, con su característica doble cima. Al norte, la Hoya de Guadix, las sierras de Filabres y Baza, detrás de esta última la Hoya de Baza y al fondo las sierras de Cazorla, Segura y Las Villas. Al oeste, la Sierra Nevada granadina y los picos Alcazaba y Mulhacén, el techo de la península.

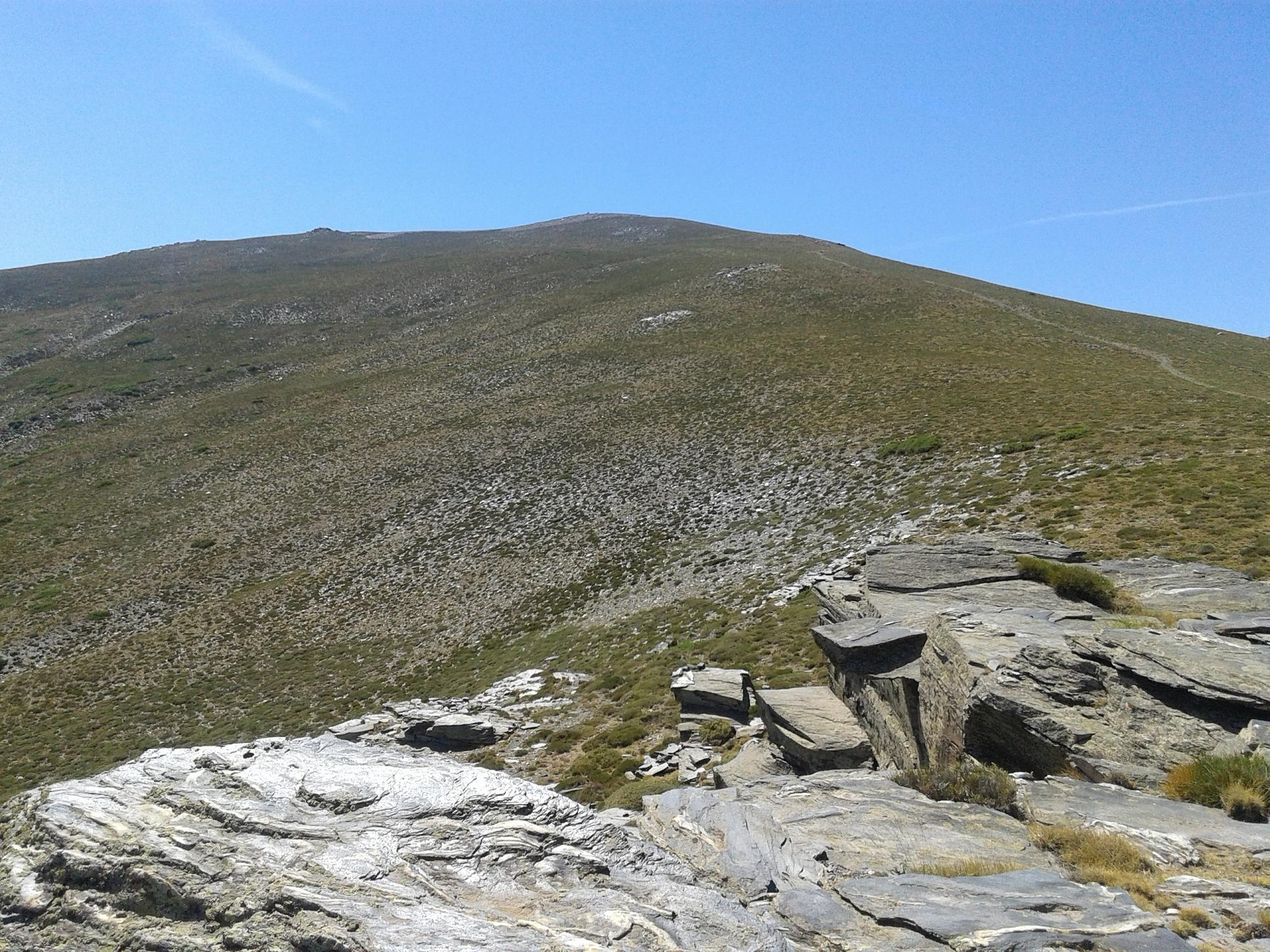
Cima del Chullo